# UTC-1
UTC−1 è un fuso orario, in ritardo di un'ora sull'UTC. Per natura rappresenterebbe l'ora dell'Islanda, ma per ragioni politiche l'isola ha abbandonato questo fuso nel 1967.
Attraversando l'Atlantico, è uno dei meno utilizzati, anche perché alcune grandi aree metropolitane che dovrebbero farne parte, come quella di Dakar, utilizzano invece il fuso di Greenwich per ragioni politiche.

## Zone
È utilizzato nei seguenti stati e territori:
- Capo Verde
- la regione di Ittoqqortoormiit nella Groenlandia danese
- l'arcipelago portoghese delle Azzorre

Geograficamente, Capo Verde e Azzorre ricadrebbero in UTC-2, pertanto adottano questo fuso come espediente artificiale di ora legale permanente.

## Geografia
In teoria UTC-1 corrisponde a una zona del globo di longitudine compresa tra 22,5° W e 7,5° W e l'ora utilizzata corrispondeva all'ora solare media del 15º meridiano ovest, tanto da essere indicata come Ora di Dakar fino alla seconda guerra mondiale, quando il Senegal all'epoca francese introdusse l'ora legale per esigenze belliche mai più revocate.

## Ora legale
In estate le Azzorre UTC-1 adottano l'ora legale passando a UTC, lasciando Capo Verde da sola nel fuso orario.